# LBE P 1
Die normalspurigen Dampflokomotiven der Baureihe LBE P 1 wurden von der Lübeck-Büchener Eisenbahn (LBE) von 1873 bis 1889 bei der Berliner Maschinenbau-Actien-Gesellschaft vormals L. Schwartzkopff für den Personenzugdienst beschafft. Sie erhielten die Namen MALMÖ, HELSINGFORS, REVAL, LIBAU, LÜNEBURG, KIEL, DANZIG, BERLIN und STETTIN sowie analog die Betriebsnummern 24, 25, 4II, 6II, 28 und 29, sowie 31–33.
Je zwei Exemplaren wurden 1873, 1876 sowie 1879 sowie je eine 1884, 1888 und 1889 beschafft. Die letzte Lokomotive der Serie wurde 1915 ausgemustert.

## Geschichte
Die Lokomotiven waren die ersten, die von der Berliner Maschinenbau-Actien-Gesellschaft vormals L. Schwartzkopff für die der Lübeck-Büchener Eisenbahn hergestellt wurden.
Die Lokomotiven hatten einen Belpaire-Stehkessel, einen durchgehender Plattenrahmen sowie Allan- oder Tricksteuerung. Die Speisung des Kessels erfolgte mit einer Strahlpumpe. Die Laufachse war durch eine Blattfeder abgefedert, die oberhalb der Achslager lag, die beiden Treibräder besaßen Blattfedern unterhalb der Achslager. Der Sandkasten lag in der Mitte des Langkessels und sandete von Hand die vordere Treibachse von vorn.
Über den Betriebseinsatz können keine Angaben mehr gemacht werden. Vermutlich waren die Lokomotiven auf der Bahnstrecke Lübeck–Hamburg, später auch auf den anderen Strecken der LBE und am Ende im Rangierdienst eingesetzt. Die vier ältesten Exemplare wurden bereits vor der Jahrhundertwende, die letzten zwischen 1907 und 1915 ausgemustert.
Eventuell müssen die beiden letzten gefertigten Exemplare aus der Zeit 1888/1889 der LBE P 2 zugerechnet werden, die sich den Konstruktionsprinzipien der Preußischen Staatseisenbahnen anlehnten.